# Alliant Techsystems
Pour les articles homonymes, voir ATK.
Alliant Techsystems Inc. généralement désignée sous l'appellation ATK était une entreprise américaine jouant un rôle majeur dans les secteurs de l'armement et de l'aérospatiale à travers sa filiale Thiokol. ATK qui emploie 17 000 personnes avait son siège à Arlington, en Virginie (pendant longtemps, son siège a été à Minneapolis, dans le Minnesota). Elle a fusionné en février 2015 avec Orbital Sciences Corporation pour former Orbital ATK.

## Historique
ATK est créée en 1990 par filialisation de ses activités de défense par la société Honeywell. L'entreprise prend pied dans le marché de l'aérospatiale en 1995, lorsqu'elle rachète la division espace de Hercules puis Thiokol.  Dans le cadre de sa fusion avec Orbital en 2015, ATK s'est séparé de son activité de fabrication des petites armes à feu qui forme une nouvelle société baptisée Vista Outdoor.

## Activité
ATK est en particulier connu en tant que fournisseur des propulseurs à propergol solide de la navette spatiale américaine. La plupart des sondes spatiales ont un de leurs systèmes de propulsion développé par ATK. La société participe au projet de statoréacteur de l’avion X-43 de la NASA. La société produit également le système de propulsion du missile balistique mer-sol stratégique Trident.
ATK est le premier fournisseur de munitions au monde. Elle est en outre la seule entreprise produisant du TNT aux États-Unis. Elle est connue comme fournisseur très controversé de munitions utilisant de l'uranium appauvri et de bombes à sous-munitions ce qui lui vaut d'être la cible de mouvements pacifistes.